# عبد الرحيم الخيبري
عبد الرحيم الخيبري لاعب كرة قدم سعودي ، يلعب حارس مرمى.

## مسيرة اللاعب
كانت بداياته مع نادي النهضة و لعب بعدها مع نادي الثقبة ونادي الحزم ونادي الجبيل ونادي الوشم ونادي الصفا ونادي رضوى.

## الحياة الشخصية
عبد الرحيم هو شقيق كل من اللاعبين عبد الملك الخيبري وعبد الكريم الخيبري.